# 笠井結理奈
笠井 結理奈（かさい ゆりな）は、元テレビ金沢アナウンサー。
2024年現在はフリーアナウンサーである。

## 来歴
山形県出身。明治大学を卒業した。明大在学時にはTBSVoice（TBSアナウンスセンターが運営するアナウンススクール）にも通っていた。
2018年4月にテレビ金沢に入社し、同局のアナウンサーになる。
結婚後、2020年10月から産休をとって姿が消えたまま2021年4月にテレビ金沢ホームページのアナウンサー一覧から外れてたが、2024年1月放送のテレビ金沢新春特別番組「パンサー尾形の笑う門には福来るんだぜ、サンキュー！」にてフリーアナウンサーとして復帰。

## 出演

### テレビ番組
- となりのテレ金ちゃん（2018年4月[1] - ）
- 北國新聞ニュース
- テレビ金沢ニュース
- 花のテレ金ちゃん

### CM
- テレビ金沢CM おもてなし研究所（2019年） - もてラボ博士（演：金山哲平）の助手 役[3]